# Caproni Ca.1 (1914)
A Caproni Ca.1 olasz gyártmányú nehézbombázó repülőgép volt az első világháború idején.

## Története
A bombázóként használható aeroplánok fejlesztésében Olaszország és Oroszország járt az élen, már az első világháború előtt elkezdték kísérleteiket és nem sokkal a háború kitörése után bevethetővé váltak az első típusok. Olaszországban Gianni Caproni építette az első nehézbombázót. A sajátos szerkezetű kétfedelű repülőgép széles, rövid törzsét kétoldalról két faroktartó fogta közre. A gépet három 80 lóerős Gnome forgómotor hajtotta, amiből kettőt a faroktartók elejének tetejére helyeztek el (hagyományos módon, húzó légcsavarokkal), a harmadikat viszont a fülke hátsó részében és ez egy tolólégcsavart hajtott. A két faroktartót a hosszú vízszintes vezérsík kötötte össze, amelyre egymás mellé három függőleges vezérsíkot helyeztek el. A személyzet egy első géppuskásból, két pilótából és egy hátsó géppuskás-szerelőből állt. Utóbbi a harmadik motoron ült egy védőfülkében, közvetlenül a hátsó légcsavar előtt. Futóműve háromszög formában elhelyezett három kerékből állt. A gyártó ezt a modellt Caproni 260hp-nek nevezte (a háború után kód szerint Ca.30). Ennek kissé módosított változata (Ca.31) 1914 októberében lett röpképes.
A tesztrepülések eredményei alapján Caproni az elülső motorokat erősebbekre (100 lóerős Fiatokra) cserélte és közvetlenül a faroktartókba építette be. Ennek a verziónak a 300hp kódnevet adta (később Ca.32) az olasz hadsereg azonban Caproni Ca.1 néven rendszeresítette a légierőben. 1915 augusztusa és 1916 decembere között összesen 166 darab készült belőle.
A Ca.1-ek közvetlenül az olasz hadba lépés után, 1915 közepén kezdték el a frontszolgálatot. Az első akciójuk augusztus 20-án az aisovizzai osztrák–magyar repülőtér ellen irányult. Az olasz légierőnek 15 bombázószázada volt, ezek többsége az isonzói fronton harcolt, a 12. század Líbiában állomásozott, 1918-ban pedig a 3., 14. és 15. század a franciáknak segített a nyugati fronton. A Caproni Ca.1-eket idővel Ca.2-k, illetve annak továbbfejlesztett változatai váltották fel.
Néhány Ca.1-et a háború után utasszállítóvá alakítottak át: összesen hat utas befogadására voltak képesek. Ezt a változatot Ca.56 néven ismerték.

## Műszaki paraméterei
- személyzet: 4 fő
- szárnyfesztávolság: 22,74 m
- szárnyfelület: 95,6 m²
- törzshossz: 11,05 m
- magasság: 3,7 m
- üres súly: 3302 kg
- felszállósúly: 4000 kg
- maximális sebesség: 120 km/h
- hatótáv: 550 km
- hajtómű: 3 db 100 lóerős, hathengeres Fiat A.10 motor
- fegyverzet: 2 db 6,5 mm-es Fiat-Revelli géppuska
 max. 850 kg, a törzs külső részére függesztett bombateher

## Rendszeresítő országok
Olasz Királyság
- Olasz Légihadtest